# Duurzaam Nederland
Duurzaam Nederland was een Nederlandse politieke partij, die werd opgericht in 2002 als afsplitsing van Leefbaar Nederland. Duurzaam Nederland wilde het milieu en de democratie versterken. Duurzaam Nederland was van 2006 tot 2010 met één zetel vertegenwoordigd in de gemeente Oss. De partij was aangesloten bij de World Ecological Parties.

## Ontstaan
Duurzaam Nederland werd opgericht door de Rotterdamse politicus Manuel Kneepkens, en Co Meijer oud-lid van de PPR, die in november 2001 Leefbaar Nederland verlieten toen Pim Fortuyn tot lijsttrekker werd gekozen.
De partij deed 15 mei 2002 mee aan de verkiezingen voor de Tweede Kamer met Seyfi Özgüzel als lijsttrekker en haalde 9058 stemmen (0,1%). Bij de Tweede Kamerverkiezingen van 22 januari 2003 haalde de partij 7271 stemmen (0,08%). De Amsterdamse mediaondernemer Luc Sala was campagneleider.

## Opspraak
De partij raakt in 2006 in opspraak. Er blijken diverse bestuurders en kandidaat-raadsleden banden te hebben met de Turkse Federatie Nederland. Deze organisatie onderhoudt banden met de rechts-extremistische Grijze Wolven. Het gaat hierbij om DN-afdelingen in Amsterdam, Tilburg, en Leiden. De Rotterdamse politicus Bob Hoogendoorn brengt dit als klokkenluider naar buiten. Er ontstaat hierdoor een scheuring binnen de partij. In de gemeente Oss behaalde Duurzaam Nederland een zetel bij de raadsverkiezingen van 7 maart 2006. Deze zetel werd bezet door Selim Demirci. Op 22 oktober 2007 werd Demirci veroordeeld tot 20 uur taakstraf en 500 euro boete wegens het met de vuist in het gezicht slaan van twee vrouwen nadat hij ongevraagd bij hen in de auto was gestapt. Op 8 mei 2009 werd hij opnieuw veroordeeld wegens mishandeling van een vrouw.

## Opheffing
De partij is niet meer geregistreerd bij de Kiesraad en uitgeschreven uit het handelsregister van de Kamer van Koophandel (KvK-nummer:24330622).